# Lulleluoppal
Lulleluoppal är en sjö i Jokkmokks kommun i Lappland och ingår i Luleälvens huvudavrinningsområde. Sjön har en area på 1,29 kvadratkilometer och ligger 377 meter över havet. Lulleluoppal ligger i Såkkevarats Natura 2000-område. Sjön avvattnas av vattendraget Keutatjbäcken.

## Delavrinningsområde
Lulleluoppal ingår i det delavrinningsområde (738086-166551) som SMHI kallar för Utloppet av Lulleluoppal. Medelhöjden är 393 meter över havet och ytan är 6,31 kvadratkilometer. Räknas de 5 avrinningsområdena uppströms in blir den ackumulerade arean 23,17 kvadratkilometer. Keutatjbäcken som avvattnar avrinningsområdet har biflödesordning 4, vilket innebär att vattnet flödar genom totalt 4 vattendrag innan det når havet efter 228 kilometer. Avrinningsområdet består mestadels av skog (35 procent) och sankmarker (45 procent). Avrinningsområdet har 1,28 kvadratkilometer vattenytor vilket ger det en sjöprocent på 20,3 procent.